# Szkoła pielęgniarstwa w Warszawie przy Szpitalu Starozakonnych
Szkoła pielęgniarstwa w Warszawie przy Szpitalu Starozakonnych – utworzona w 1923 roku szkoła pielęgniarstwa przy
Szpitalu Starozakonnych na Czystem. 

## Opis
Szkoła przyjmowała kandydatów z minimum sześcioma klasami szkoły średniej. Nauka w szkole trwała 28 miesięcy.
Egzamin końcowy upoważniał do tytułu Pielęgniarki Zawodowej.
Wszystkie absolwentki szkoły miały możność składania egzaminów państwowych i należenia do Polskiego Stowarzyszenia Pielęgniarek Zawodowych.

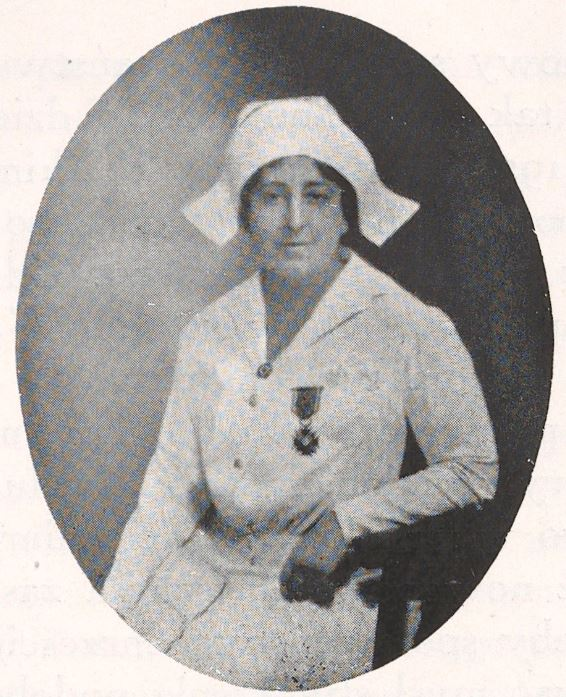
Amerykanka Amelia Greenwald, która była pierwszą dyrektorką Szkoły Pielęgniarstwa przy Szpitalu Starozakonnych. Zdjęcie prawdopodobnie z 1926 roku ze Złotym Krzyżem Zasługi.

W 1921 roku powstało Towarzystwo Popierania Szkoły Pielęgniarstwa (T.P.S.P.), którego zadaniem było zorganizowanie wzorowej szkoły dla uczennic, bez różnicy wyznania. Szkoła została otwarta 8 lipca 1923 roku, a pierwszy zespół słuchaczek liczył 22 osoby. Organizatorką szkoły była Amelia Greenwald. Istniała wprawdzie od 1921 roku Warszawska Szkoła Pielęgniarstwa, ale nie przyjmowała dziewcząt pochodzenia żydowskiego. 
Szkoła mieściła się początkowo na II piętrze budynku administracyjnego Szpitala Starozakonnych na Czystem a później oddano także do użytku 3 piętro tego budynku według planów H. Stifelmana.
Wykłady teoretyczne prowadzone były przez lekarzy ze Szpitala na Czystem oraz instruktorkę pielęgniarkę p. Hoffman. W listopadzie 1925 roku szkołę ukończył pierwszy rocznik pielęgniarek. Amelia Greenwald wycofała się z pracy w szkole po 3 latach pobytu w Polsce w grudniu 1926 roku, a na jej miejsce dyrektorką została Sabina Schindlerówna. W szkole istniało Stowarzyszenie Absolwentek Szkoły Pielęgniarstwa Szpitala Starozakonnych na Czystem. W 1928 szkoła liczyła około 75 słuchaczek i miała 45 absolwentek.
Około 1932 roku wprowadzono nową organizację Szpitala Starozakonnych i utworzono oddział pielęgniarski. Panie Szapiro i Epstein prowadziły wtedy ten oddział. Spadło też zapotrzebowanie na pielęgniarki w szpitalu ze względu na kryzys ekonomiczny.
Uczennice dzieliły się na probantki, uczennice I i II roku, a po skończeniu były pielęgniarkami społecznymi lub pielęgniarkami szpitalnymi. Wykładano anatomię i fizjologię, bakteriologię,
higienę osobistą, chemię stosowaną, gotowanie i odżywianie, gospodarstwo szpitalne, farmakologię, elementarne zasady i metody pielęgniarstwa, bandażowanie, historię pielęgniarstwa, patologię, pielęgnowanie w chorobach wewnętrznych, pielęgnowanie w chorobach chirurgicznych, dietę w chorobach, psychologię, pielęgnowanie w chorobach zakaźnych, pielęgnowanie w chorobach dzieci i niemowląt, masaż, zasady etyki, pielęgniarstwo ginekologiczne i narządów moczopłciowych, pielęgniarstwo w chorobach ortopedycznych, technikę sali operacyjnej, pielęgniarstwo położnicze, pielęgnowanie w chorobach umysłowych i nerwowych, pielęgnowanie w chorobach skórnych i wenerycznych, higienę publiczną, pielęgnowanie w wypadkach nagłych i ratownictwo, wstęp do pielęgniarstwa zdrowia publicznego i opieki społecznej, wstęp do badań laboratoryjnych, język angielski, wybrane przedmioty obieralne oraz prowadzono zajęcia praktyczne. 
W czasie okupacji niemieckiej szkoła przeniosła się do getta, do budynku Kasy Chorych przy ulicy Mariańskiej 1, gdzie funkcjonowała jako Żydowska Szkoła Pielęgniarek i była kierowana przez Lubę Blum-Bielicką.